# Подбел
Подбе́л (лат. Andrómeda) — род вечнозелёных низкорослых кустарников или кустарничков семейства Вересковые.

## Названия

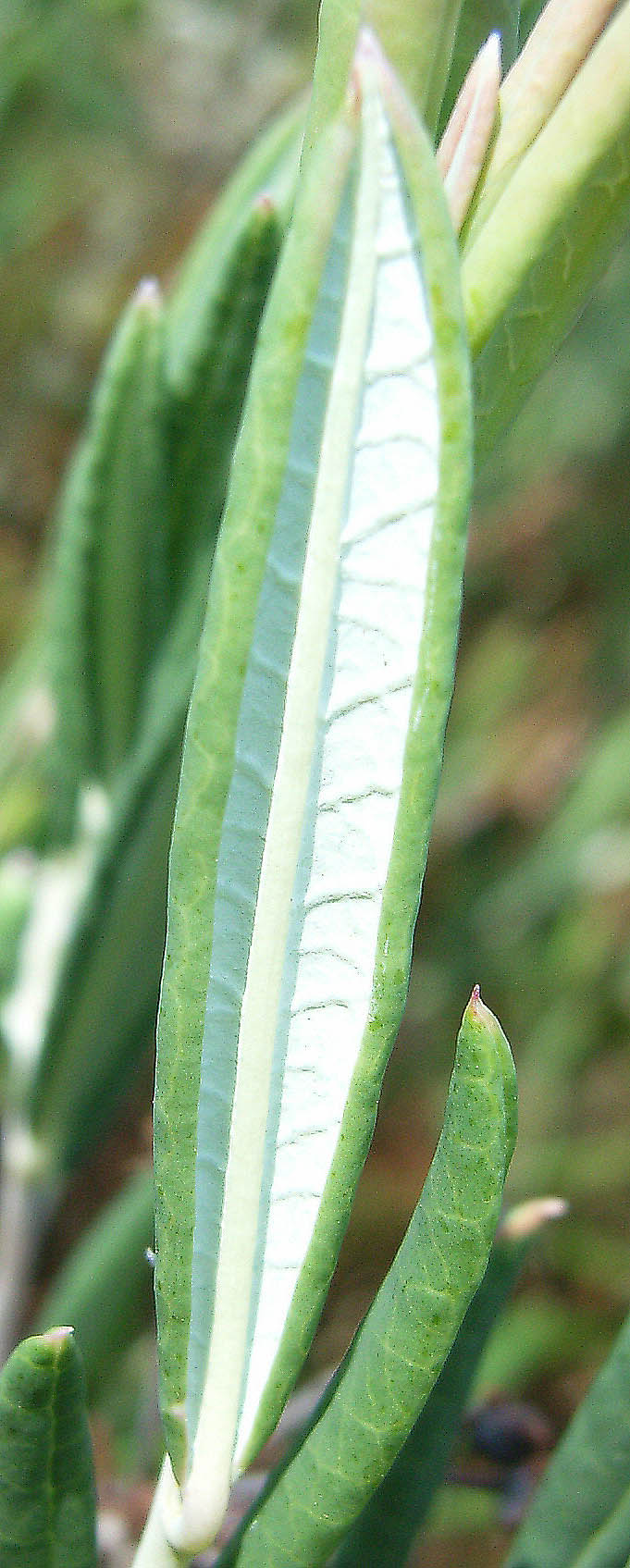
Нижняя сторона листа подбела

Научное родовое название дано растению за красоту цветков в честь красавицы Андромеды — героини древнегреческого мифа про Персея.
Русское родовое название растение получило из-за белой окраски нижней стороны листа. Также оно часто используется в отношении вида Подбел многолистный. Другие русские названия растения — белолистник, бесплодница, бесплодный куст, болотник, дикий розмарин, пьяная трава, пьяный болотник, тундрица, чахоточная трава. В литературе по декоративному садоводству подбел иногда называют андроме́дой (по транскрипции латинского названия).
В английском и немецком языках подбел называют «болотным розмарином» (англ. bog rosemary, нем. Rosmarinheide) — по сходству листьев растения с листьями настоящего розмарина. Финское название подбела — «болотный цветок» (фин. suokukka).

## Классификация

### Таксономия
Andromeda L., 1753, Sp. Pl. 1: 393
Род Подбел относится к подсемейству Вакциниевые (Vaccinioideae) семейства Вересковые (Ericaceae) порядка Верескоцветные (Ericales). Таксономическая схема в соответствии с Системой APG IV по состоянию на декабрь 2023 года:
|  |                                      |  |                                   |                                   |                      |  | ещё 21 семейство | ещё 21 семейство  |                          |  |                                                                                             |  | еще 44 рода | еще 44 рода |  |
|  |                                      |  |                                   |                                   |                      |  | ещё 21 семейство | ещё 21 семейство  |                          |  |                                                                                             |  | еще 44 рода | еще 44 рода |  |
|  |                                      |  |                                   | порядок Верескоцветные            |                      |  |                  |                   | подсемейство Вакциниевые |  |                                                                                             |  |             |             |  |
|  |                                      |  |                                   | порядок Верескоцветные            |                      |  |                  |                   | подсемейство Вакциниевые |  | 92 подтвержденных вида (в том числе Andromeda polifolia) и 6 видов, ожидающих подтверждения |  |             |             |  |
|  | отдел Цветковые, или Покрытосеменные |  |                                   |                                   | семейство Вересковые |  |                  |                   | род Подбел               |  |                                                                                             |  |             |             |  |
|  | отдел Цветковые, или Покрытосеменные |  |                                   |                                   |                      |  |                  |                   |                          |  |                                                                                             |  |             |             |  |
|  |                                      |  | ещё 63 порядка цветковых растений | ещё 63 порядка цветковых растений |                      |  |                  | еще 8 подсемейств | еще 8 подсемейств        |  |                                                                                             |  |             |             |  |
|  |                                      |  |                                   | ещё 63 порядка цветковых растений |                      |  |                  |                   | еще 8 подсемейств        |  |                                                                                             |  |             |             |  |

### Виды
Многие исследователи считают род монотипным с единственным видом Andromeda polifolia L. (русские названия таксона — подбел обыкновенный, подбел многолистный, иногда встречаются и другие названия — подбел дубровник, подбел дубровниколистный, подбел белолистник). При таком подходе в состав вида обычно включается нескольких разновидностей:
- Andromeda polifolia var. polifolia L.
- Andromeda polifolia var. glaucophylla (Link) DC.

По информации базы данных The Plant List по состоянию на 2013 год в составе рода Andromeda выделялось четыре вида, включая один гибридный:
- Andromeda glaucophylla Link (1821) — Подбел сизолистный;
- Andromeda × jamesiana Lepage (1954) — Подбел Джеймса; это естественный гибрид между Andromeda glaucophylla и Andromeda polifolia;
- Andromeda polifolia L. (1753) — Подбел обыкновенный.
  - подвид Andromeda polifolia subsp. pumila V.M.Vinogr. (1980)
- Andromeda sguamulosa Small

По современной классификации в составе рода числится 92 подтвержденных вида.